# 紅旗塘

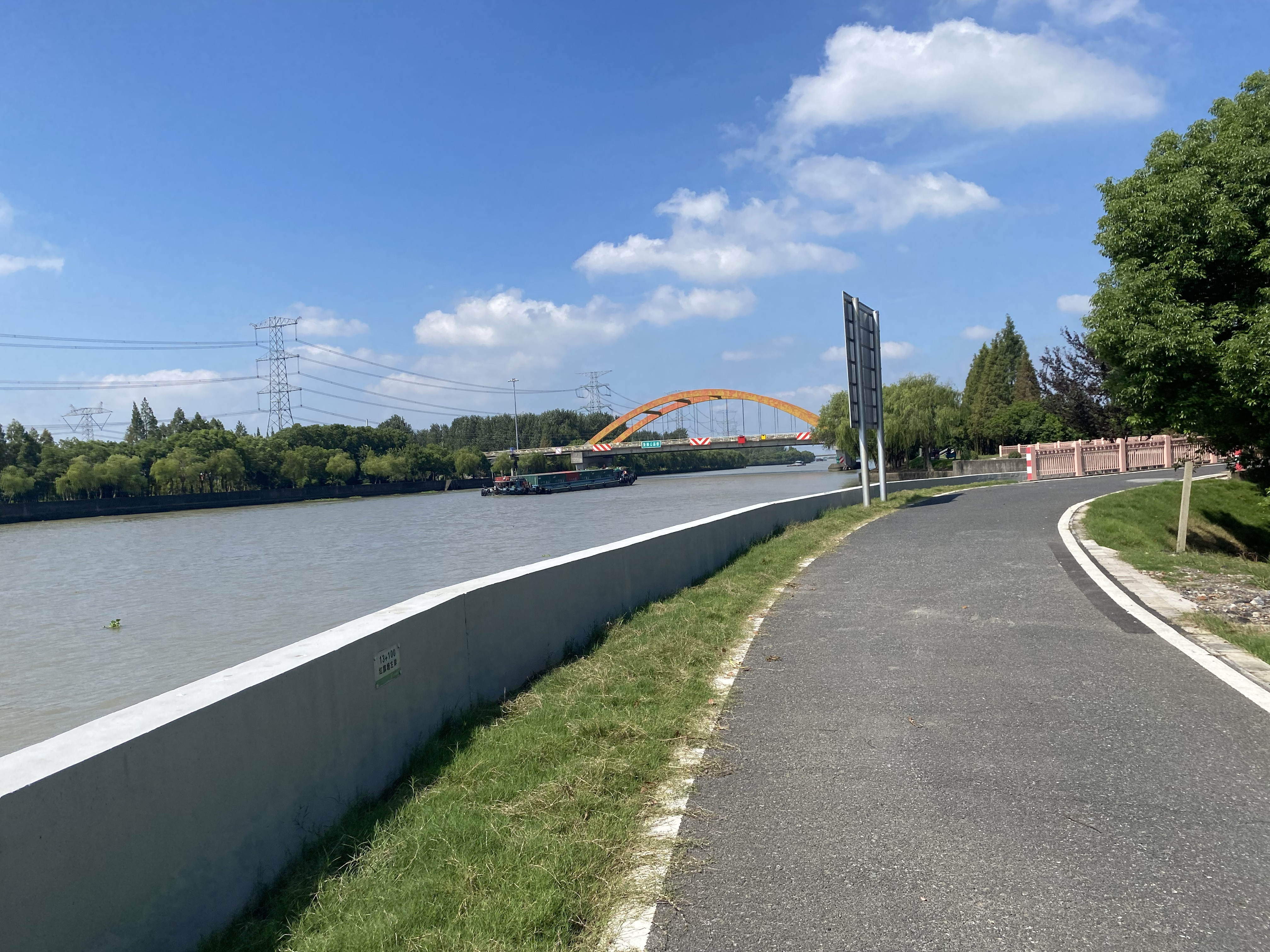
红旗塘北岸，远处为朱枫公路桥

紅旗塘是中華人民共和國浙江省與上海市的一條人工河流，全長26.19千米，西起浙江省嘉興市的沉石蕩，東入上海市境內的黃浦江。紅旗塘始建於1959年，但在浙江上海交界處被唐家草壩攔截，這導致東西兩段無法流通。1991年6月，太湖流域發生洪水，當局為了方便排澇，下令將唐家草壩炸毀。